# Dzeko
Джулиан Джеко (англ. Julian Dzeko; род. 3 мая 1992, Онтарио, Канада), более известный как Dzeko — канадский диджей и музыкальный продюсер. Известен как бывший член дуэта Dzeko & Torres, который он покинул  в 2016 году, чтобы продолжить сольную карьеру.

## Музыкальная карьера
Джеко начал свою сольную карьеру в 2016 году после распада дуэта Dzeko & Torres, в котором он состоял. Отвечая на вопрос о распаде своего дуэта, Джеко сказал: 
Торрес хочет быть больше звукорежиссером, больше оставаться дома, быть в студии полный рабочий день. Трудно делать и то, и другое, и не каждому нравится жить в дороге. Мы решили это изменить.Dzeko
В 2016 году Dzeko выпустил синглы «Liberty» и «Never Gonna Love Me» на лейбле Armada Deep.
В декабре 2017 года коллектив электронной музыки Гарвардского колледжа пригласил Dzeko прочитать лекцию о состоянии музыкальной индустрии.
В 2018 году Dzeko в сотрудничестве с нидерландским диджеем Tiësto они выпустили совместную песню «Jackie Chan».

## Дискография

### Чартовые синглы
| Название                                                 | Год  | Пиковые позиции в чартах | Пиковые позиции в чартах | Пиковые позиции в чартах | Пиковые позиции в чартах | Пиковые позиции в чартах | Пиковые позиции в чартах | Пиковые позиции в чартах | Пиковые позиции в чартах | Сертификации                   | Альбом             |
| Название                                                 | Год  | CAN                      | AUS                      | BEL (FL)                 | IRE                      | NL                       | SWE                      | UK                       | US                       | Сертификации                   | Альбом             |
| -------------------------------------------------------- | ---- | ------------------------ | ------------------------ | ------------------------ | ------------------------ | ------------------------ | ------------------------ | ------------------------ | ------------------------ | ------------------------------ | ------------------ |
| «Jackie Chan» (с Tiësto при участии Preme и Post Malone) | 2018 | 7                        | 13                       | 15                       | 21                       | 7                        | 20                       | 5                        | 52                       | - ARIA: Platinum - BPI: Silver | Не альбомный сингл |

### Синглы
| Название                                              | Год  | Альбом             |
| ----------------------------------------------------- | ---- | ------------------ |
| «Liberty"                                             | 2016 | Не альбомный сингл |
| «Never Gonna Love Me» (при участии Sam James)         | 2017 | Не альбомный сингл |
| «Fluxland 2017»                                       | 2017 | Не альбомный сингл |
| «California» (при участии Brynn Elliot)               | 2017 | Не альбомный сингл |
| «Heart Speak» (при участии Toka-J)                    | 2017 | Не альбомный сингл |
| «In Too Deep»                                         | 2017 | Не альбомный сингл |
| «Sleepless» (с Jonas Hahn при участии Richard Craker) | 2017 | Не альбомный сингл |
| «Blue» (при участии F4ST)                             | 2018 | Не альбомный сингл |
| «Try Not To Love You» (с Aspyer при участии Matluck)  | 2018 | Не альбомный сингл |
| «Anthem» (с Riggi & Piros)                            | 2018 | Не альбомный сингл |
| «Hypebeat» (с Kris Kaiden)                            | 2018 | Не альбомный сингл |
| «Don't Stop» (с Liu)                                  | 2018 | Не альбомный сингл |

### Ремиксы
| Название                                          | Год  | Артист                                              |
| ------------------------------------------------- | ---- | --------------------------------------------------- |
| «That Hill» (Dzeko Remix)                         | 2015 | Bedrud and Ask:Me (при участии Nik Felice)          |
| «Paris» (Dzeko Remix)                             | 2017 | The Chainsmokers                                    |
| «Congratulations» (Dzeko Remix)                   | 2017 | Post Malone                                         |
| «Something Just Like This» (Dzeko Remix)          | 2017 | The Chainsmokers and Coldplay                       |
| «Just Be» (Dzeko Remix)                           | 2017 | Tiësto                                              |
| «Mama» (Dzeko Remix)                              | 2017 | Jonas Blue (при участии William Singe)              |
| «Look At Us Now» (Dzeko Remix)                    | 2017 | Lost Kings (при участии Ally Brooke and ASAP Ferg)  |
| «Less Lonely» (Dzeko Remix)                       | 2017 | Frank Walker                                        |
| «There For You» (Dzeko Remix)                     | 2017 | Martin Garrix и Troye Sivan                         |
| «Unforgettable» (Tiësto vs. Dzeko AFTR:HRS Remix) | 2017 | French Montana (при участии Swae Lee)               |
| «Heart Speak» (Dzeko vs Waves Remix)              | 2018 | Dzeko (при участии Toka-J)                          |
| «El Paradiso» (Dzeko Remix)                       | 2018 | DJ Antoine (при участии Armando и Jimmi The Dealer) |
| «Addicted» (Dzeko Remix)                          | 2018 | Shaun Frank (при участии Violet Days)               |
| «Body» (Dzeko Remix)                              | 2018 | Loud Luxury (при участии Brando)                    |
| «Might Not Love Me» (Dzeko Remix)                 | 2018 | Brynn Elliot                                        |